# Vincitori canadesi del Grammy Award
Di seguito è riportato un elenco dei vincitori e nominati dei Grammy Awards dal Canada:
| Candidato                | Vittorie | Nominations |
| ------------------------ | -------- | ----------- |
| David Foster             | 16       | 45          |
| Șerban Ghenea            | 16       | 23          |
| Joni Mitchell            | 8        | 16          |
| Alanis Morissette        | 7        | 14          |
| Charles Moniz            | 6        | 6           |
| Shania Twain             | 5        | 18          |
| Céline Dion              | 5        | 16          |
| Diana Krall              | 5        | 8           |
| Shawn Everett            | 5        | 7           |
| Michael Bublé            | 4        | 10          |
| Drake                    | 3        | 35          |
| Walter Ostanek           | 3        | 21          |
| Rob McConnell            | 3        | 17          |
| Sarah McLachlan          | 3        | 14          |
| The Weeknd               | 3        | 10          |
| Neil Young               | 2        | 27          |
| Bryan Adams              | 1        | 15          |
| Justin Bieber            | 1        | 10          |
| Arcade Fire              | 1        | 9           |
| Nelly Furtado            | 1        | 7           |
| Rob Bowman Robert Farnon | 1        | 5           |
| Alessia Cara             | 1        | 4           |
| Leonard Cohen            | 1        | 1           |
| Francois Girard          | 1        | 1           |
| Avril Lavigne            | 0        | 8           |
| Robin Thicke             | 0        | 5           |
| Feist                    | 0        | 4           |
| Alex Cuba                | 0        | 3           |
| Carly Rae Jepsen         | 0        | 2           |
| Shawn Mendes             | 0        | 2           |